# Montaña de la Mesa
La montaña de la Mesa (en afrikáans: Tafelberg; en khoekhoe, Huri ‡oaxa) es una montaña de cima plana localizada en un lugar prominente muy conocido que domina la Ciudad del Cabo en Sudáfrica. Es uno de los símbolos más representativos de la ciudad, apareciendo en su bandera y otras insignias de gobiernos locales.
Como parte central del parque nacional Montaña de la Mesa, es también una importante atracción turística a la que muchos visitantes acceden usando un teleférico o haciendo excursión para llegar a la cima. En noviembre de 2011, fue declarada una de las ganadoras del concurso de las Siete maravillas naturales del mundo.

## Características

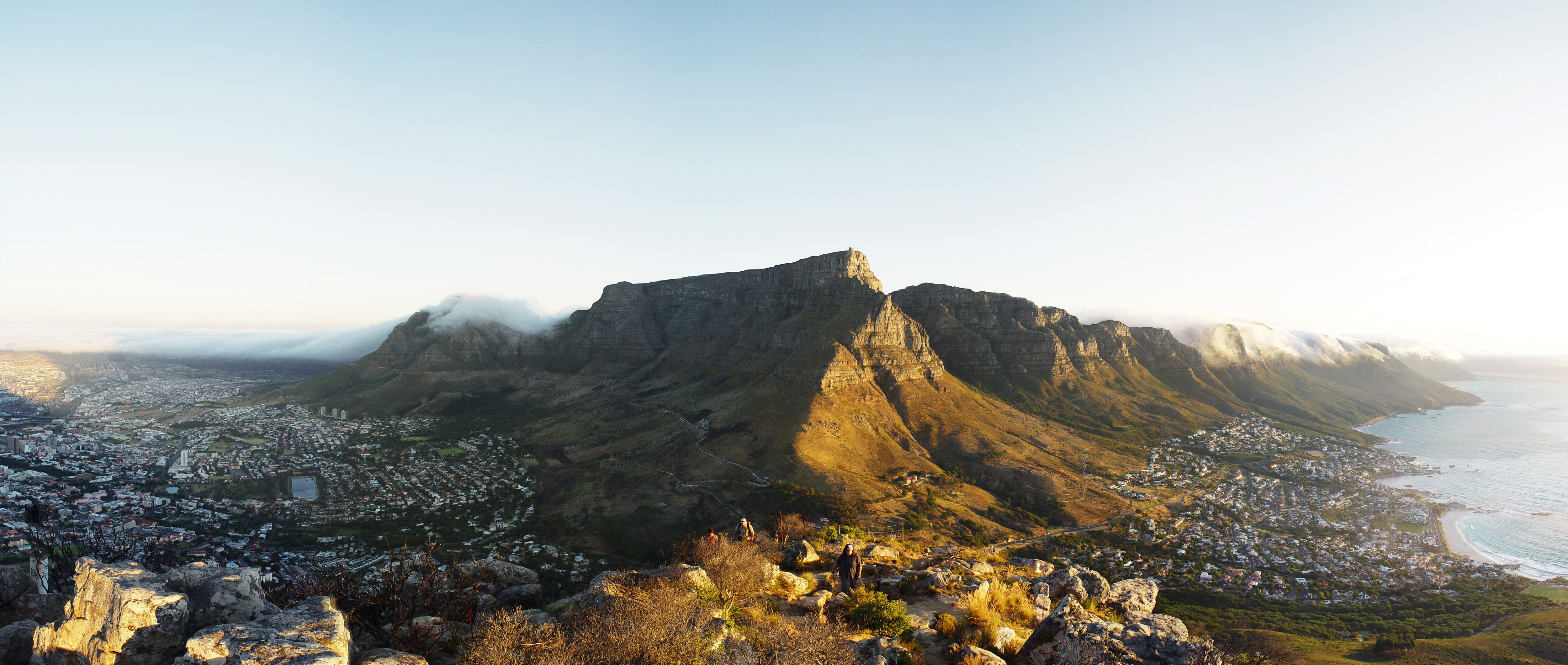
Montaña de la Mesa vista desde la Cabeza de León.

La principal característica de la montaña de la Mesa es una meseta a nivel de aproximadamente 3 km de lado a lado, rodeada por riscos escarpados. La meseta, flanqueada por el pico del Diablo (Duiwelspiek) al este y por la Cabeza de León (Leeukop) al oeste, forma un dramático telón de fondo para Ciudad del Cabo y el puerto de la bahía de la Mesa, y junto con Signal Hill forman el  anfiteatro natural de la City Bowl.
El punto más alto de la montaña de la Mesa está hacia el este de la meseta y está marcado por el faro de Maclear (Beacon Maclear), un montículo de piedras como señal construido en 1865 por sir Thomas Maclear para investigación trigonométrica. Se encuentra a 1086 m sobre el nivel del mar, alrededor de 19 m más alto que la estación del teleférico en el extremo occidental de la meseta
Los riscos de la cadena principal están divididos por la garganta Platteklip (lit., 'piedra plana'), la cual provee un fácil y directo ascenso a la cima y fue una ruta tomada por António de Saldanha en el primer ascenso registrado en la montaña en 1503.
La cima plana de la montaña está con frecuencia cubierta por nubes orográficas, formadas cuando un viento sur-oriental se dirige arriba de las laderas de la montaña en un aire frío, donde la humedad se condensa para formar el llamado "mantel" de nube. La leyenda atribuye este fenómeno a una competencia de fumar entre el  diablo y un pirata local llamado Van Hunks. Cuando se ve el mantel, se simboliza la competencia.
La Montaña de la Mesa se encuentra en el extremo septentrional de una cordillera de arenisca que forma la estribación de la península del Cabo. Hacia el sur de la meseta principal se encuentra la parte inferior de la cordillera llamada la Mesa Negra (Back Table). En la costa del Atlántico, la cordillera es conocida como los Doce Apóstoles (Twelve Apostles). La cordillera continúa hacia el sur hacia cabo Point.

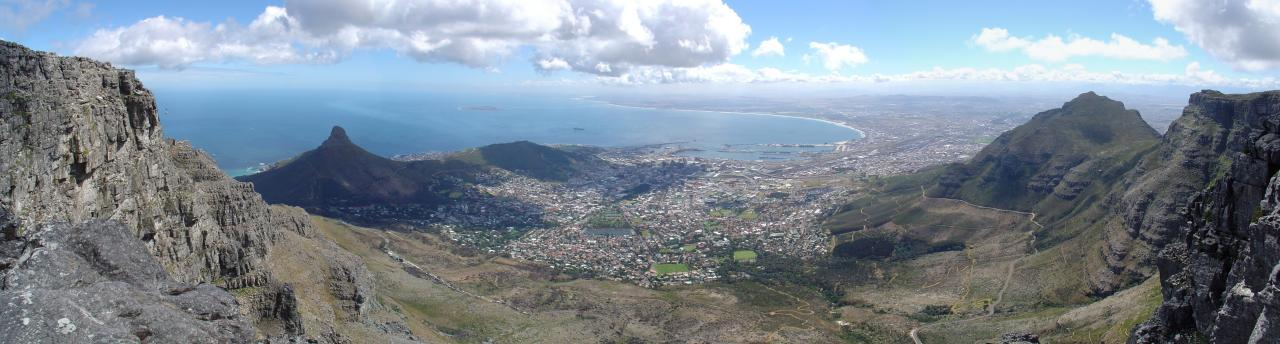
Panorama de la cima de la Montaña de la Mesa, de izquierda a la derecha son visibles la Cabeza de León, Signal Hill, Robben Island, el centro de Ciudad del Cabo, Bahía de la Mesa, y el Pico del Diablo.

## Geología

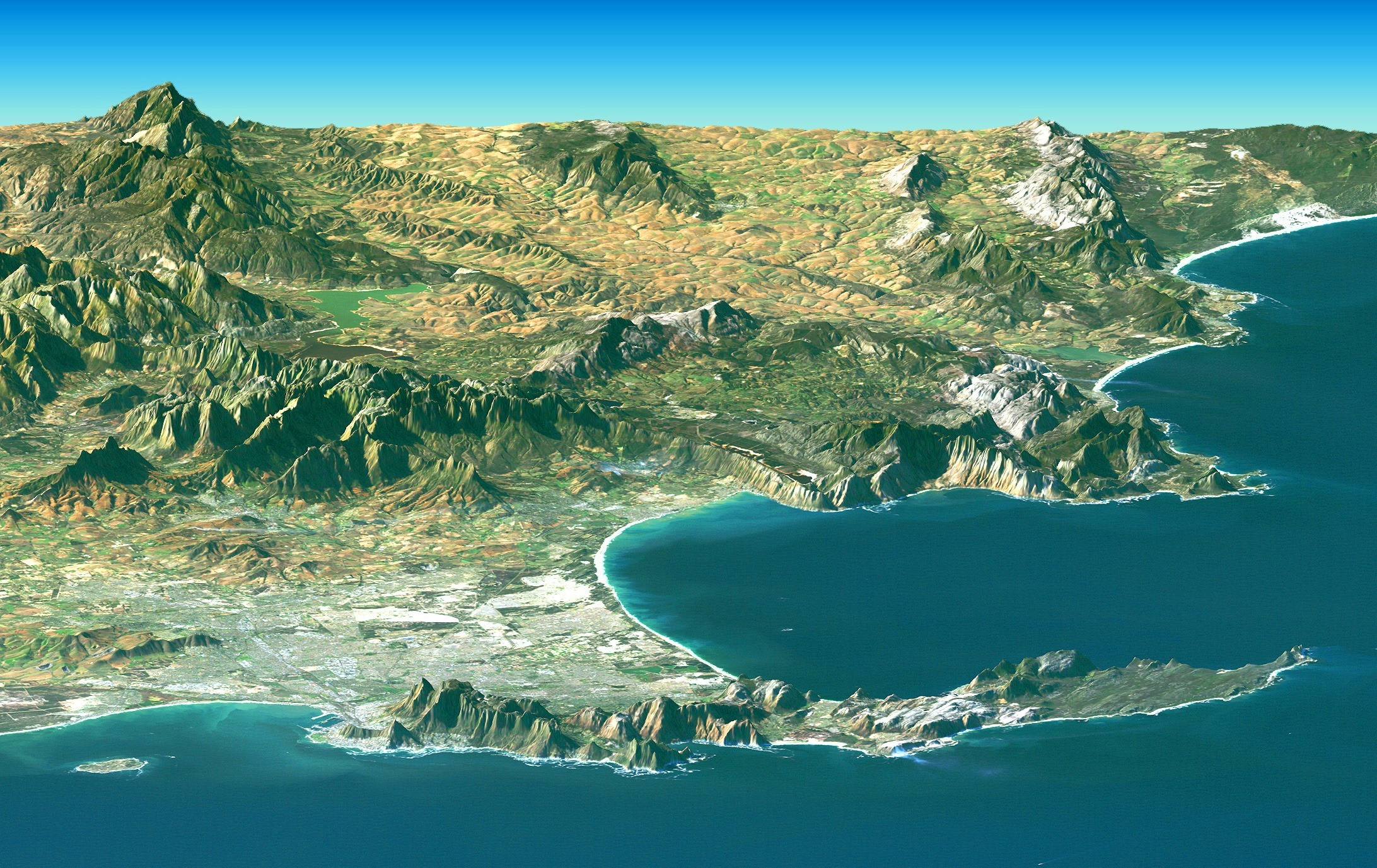
Península del Cabo y la Montaña de la Mesa – Imagen de LandSat sobre la elevación por la Misión topográfica Radar Shuttle. El norte está a la izquierda de la imagen, y la Montaña de la Mesa está en primer plano en el extremo septentrional de la península.

La parte superior de la mesa montañosa consiste de arenisca cuarcítica ordovícica, comúnmente mencionada como Arenisca de Montaña de la Mesa (Table Mountain Sandstone, TMS), la cual es altamente resistente a la erosión y forma característicos despeñaderos escarpados grises. Debajo de la arenisca se encuentra una capa de esquisto basal micáceo, la cual se cura bastante rápidamente y por lo tanto no es fácil de ver. La capa inferior consiste esquisto de Malmesbury profundamente plegado y modificado a final del precámbrico, el cual ha sido reemplazado por Granito del Cabo (Cape Granite). Las rocas de la capa inferior no son por poco tan resistentes a la exposición a la intemperie como la Arenisca de Montaña de la Mesa pero significativos afloramientos de Granito del cabo son visibles en la parte occidental de la Cabeza de León.

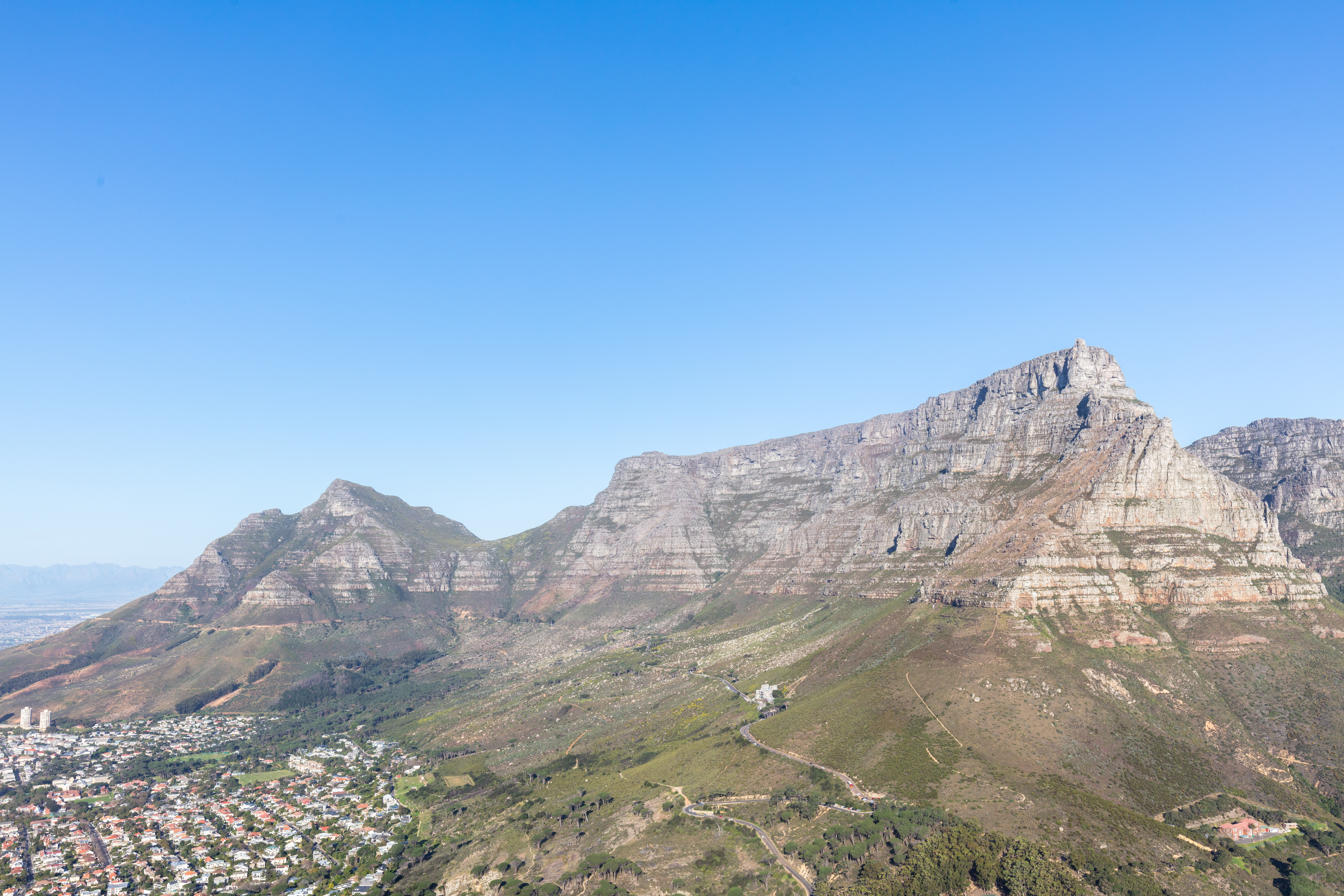
Montaña de la Mesa desde las laderas de la Cabeza de León.

## Flora

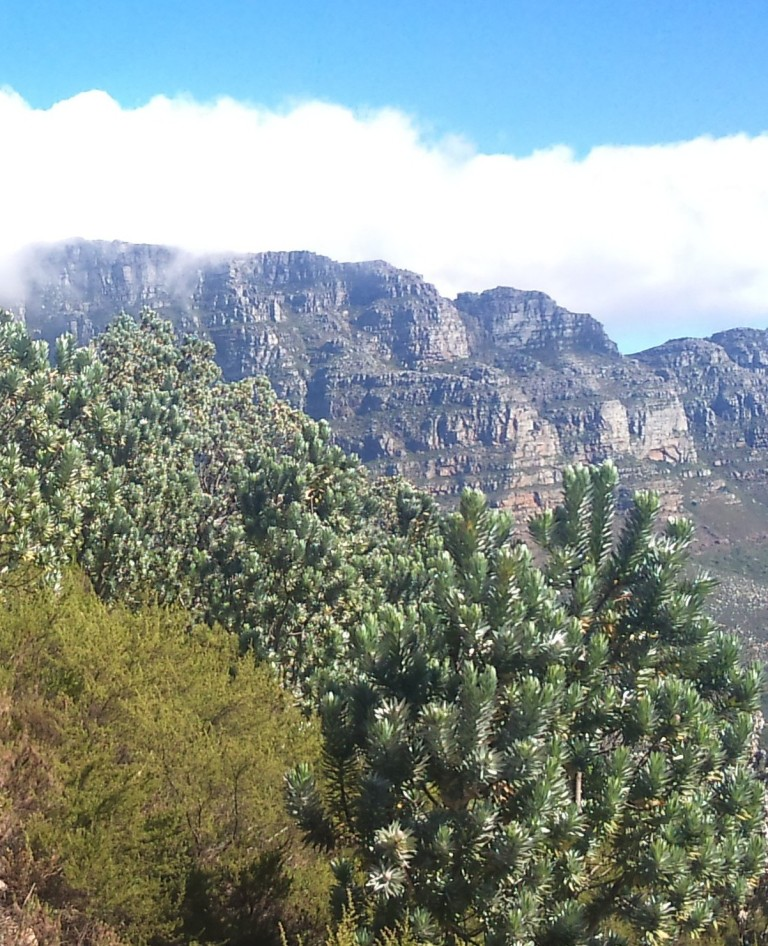
El árbol de plata (Leucadendron argenteum) solo crece de manera natural en la península del Cabo

La principal vegetación de la montaña es el único y rico fynbos del Cabo, el cual forma parte de las áreas protegidas del Reino florístico del Cabo. Estas áreas protegidas son  Patrimonio de la Humanidad, y un estimado de 2200 especies de plantas se encuentran solamente en la montaña. Entre estas especies están muchas clases de proteas. Parches remanentes de bosques nativos persisten en unos de los pocos barrancos húmedos pero no en la más expuesta cara sobre la ciudad, donde las condiciones son muy secas y desfavorables para los bosques. La montaña también sufrió serias invasiones de plantas extrañas por todo un siglo, el que quizás haya sido el peor invasor es el pino marítimo. Se han hecho esfuerzos considerables para eliminar esas plantas alóctonas.

## Fauna
El animal más común de la montaña es el dassie o hyrax de roca. Se agrupan especialmente alrededor de la estación del cable superior, cerca de áreas donde los turistas desechan o (ilegalmente ) proveen comida. Existen también puercoespines, mangostas, serpientes y tortugas. El último león en el área fue disparado en torno al año 1802. Los leopardos persistieron en la montaña hasta quizás los años 20, pero ahora están extintos localmente. Dos pequeños carnívoros nocturnos sigilosos, el rooikat (caracal) y el vaalboskat (también llamado el vaalkat o gato montés africano) fueron alguna vez comunes en la montaña. El rooikat continúa siendo visto en raras ocasiones por los montañistas pero el estatus del vaalboskat es incierto.
Los tahres del Himalaya, descendientes fugitivos de tahres que escaparon del zoológico de Groote Schuur en 1936, fueron comunes en las partes superiores menos accesibles de la montaña. Como especie exótica, fueron casi erradicados a través de un programa de matanza selectiva iniciado por los Parques Nacionales de Sudáfrica para favorecer la reintroducción de los indígenas klipspringers. Hasta recientemente había también pequeños números de gamos europeos de origen europeo y ciervos sambar de Asia suroriental. Estos estaban principalmente en el área de Rhodes Memorial, pero durante los 60 podían ser encontrados en lugares relativamente remotos. Los animales pueden ser eliminados o reubicados.

## Historia

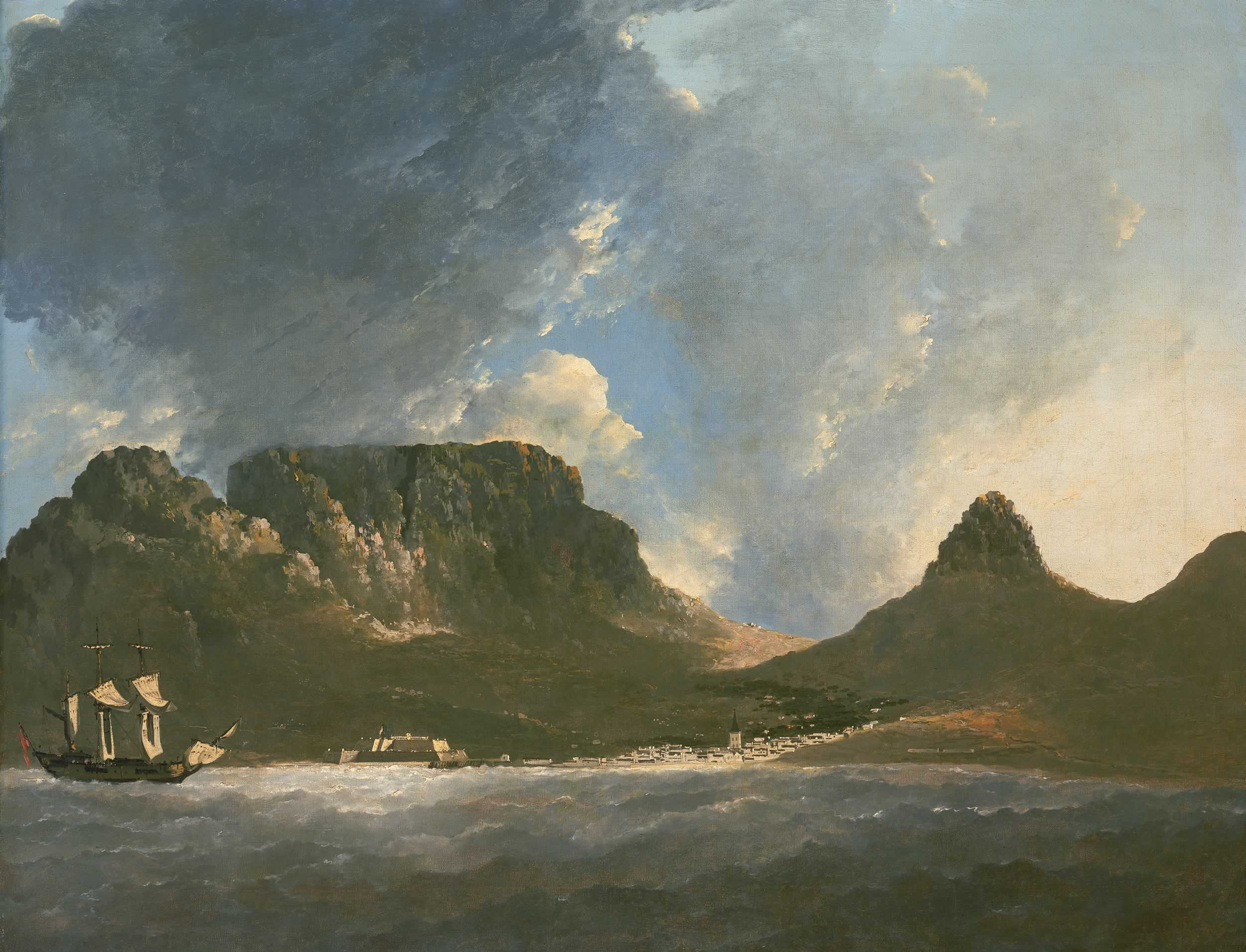
Montaña de la Mesa desde el buque del HMS Resolution del Capitán Cook
por William Hodges (1772).

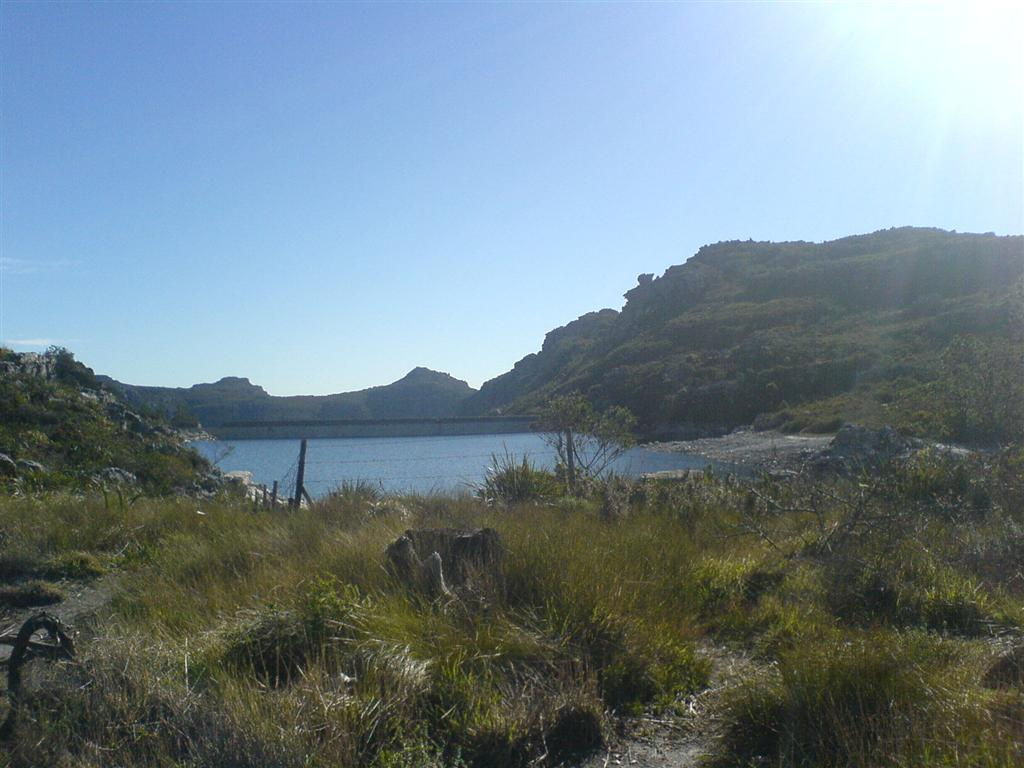
Represa De Villers, justo a la izquierda mientras el Camino de herradura (Bridle Path) alcanza la cima de la Mesa Negra.

El nombre original dado a la montaña por los primeros habitantes khoi fue Hoeri 'kwaggo ("montaña del mar").
Humanos prehistóricos dejaron evidencias aquí hace más de 600,000 años. Herramientas de esos cazadores-recolectores del Paleolítico Inferior fueron encontrados en una depresión cerca del Cabo de Buena Esperanza. Los habitantes de  mediados de la Edad de Piedra (datando desde 200,000 a 40,000 años) también dejaron evidencia de su vida en la península. Fósiles de alrededor de 8000 AC indican que por el período en que los habitantes habían desarrollado arcos y flechas que usaban para cazar.
Los san (o bosquimanos) eran cazadores recolectores que dependían de la orilla del mar para la mayor parte de su comida. Esto resultó en el nombre holandés, Strandlopers (lavanderos de la playa). Aproximadamente hace 2000 años los khoikhoi emigraron desde el norte, desplazando a los san, trayendo con ellos sus rebaños de ganado y ovejas. Fueron los khoikhoi los que fueron la tribu dominante cuando los europeos navegaron hacia Bahía de la Mesa.
António de Saldanha fue el primer europeo en desembarcar en Bahía de la Mesa. Él escaló la impresionante montaña en 1503 y la nombró 'montaña de la Mesa'. La gran cruz que el navegante portugués talló en la roca de la Cabeza de León es aún fácil de encontrar.
En 1796, durante la ocupación británica del Cabo, James Henry Craig ordenó que se construyeran tres blocao en la montaña de la Mesa: el Blocao del Rey (King's blockhouse), Blocao del Duque de York (Duke of York blockhouse) (más tarde renombrado Blocao de la Reina [Queen's blockhouse]) y el Blocao del Príncipe de Gales (Prince of Wales blockhouse). Dos de estas están en ruinas hoy en día, pero el Blocao del Rey está aún en buenas condiciones. fácilmente accesibles desde el Memorial Rhodes. 
Entre 1896 y 1907, cinco diques, el Woodhead, Hely-Hutchinson, De Villiers, Alexandria y Victoria , fueron abiertos en la Mesa Negra para proveer las necesidades de la Mesa Negra. Un teleférico que sube desde Camps Bay vía el barranco Kasteelspoort fue usado para trasportar materiales y mano de obra (los puntos de ancla en la vieja estación superior todavía se pueden ver). Hay una locomotora de vapor bien preservada de este período almacenada en el Museo Waterworks en la cima de la montaña cerca del dique Hely-Hutchinson. Ha sido usada para acarrear materiales para el dique a través de la cima plana de la montaña. Los requerimientos de agua de Ciudad del Cabo han desde entonces sobrepasado la capacidad de los diques y ya no son una parte importante de la provisión de agua
La montaña llegó a ser parte delnuevo parque nacional Península del Cabo en a década de los años 1990. El parque fue renombrado como el parque nacional Montaña de la Mesa en 1998.
Los incendios son comunes en la montaña. Los incendios más recientes ocurrieron en enero de 2006, destruyendo grandes cantidades de vegetación y resultando en la muerte de un turista.

## Teleférico

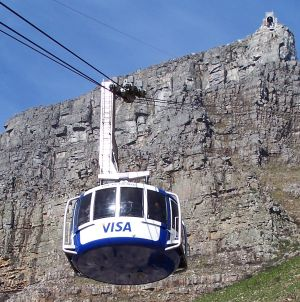
Teleférico de la Montaña de la Mesa.

El teleférico toma pasajeros desde la estación de cable inferior en la carretera Tafelberg, aproximadamente a 302 m sobre el nivel del mar, hacia la meseta en la cima de la montaña. La estación de cable superior ofrece vistas que dominan Ciudad del Cabo, bahía de la Mesa y Robben Island hacia el norte, y el litoral Atlántico hacia el oeste y el sur.
La construcción del teleférico fue empezada por primera vez en 1926, y fue oficialmente abierto en 1929. En 1997, fue extensamente mejorado, y los nuevos carros introducidos llevan 65 en vez de 25 pasajeros. Los nuevos carros dan un viaje más rápido a la cima, y rotan 360 grados durante el ascenso o descenso, dando una vista panorámica sobre la ciudad.
La estación de cable de la cima ofrece miradores, tiendas de curiosidades, un restaurante y caminos peatonales de varias longitudes.

## Actividades

### Excursionismo
El excursionismo en la Montaña de la Mesa es popular entre los locales y turistas, y un número de caminos de variada dificultad son accesibles. Por los riscos escarpados alrededor de la cima, ascensos directos del lado de la ciudad están limitados. Platteklip Gorge, una garganta prominente que se encuentra hasta arriba del centro de la montaña principal, es un popular ascenso directo hacia la cima. La duración de la ruta es de aproximadamente de 2.5 horas pero se hace entre 1–3 horas dependiendo de las condiciones físicas de cada quien 
Rutas más largas hacia la cima van vía la Montaña Negra, una área más baja de la Montaña de la Mesa al sur de la meseta principal. Desde el lado de los suburbios del sur, las rutas de Nursery Ravine y Skeleton Gorge empiezan en el parque nacional Kirstenbosch. La ruta vía Skeleton Gorge a Maclears Beacon es conocida como  Camino Smuts (Smuts Track) en memoria de Jan Smuts, quién fue un entusiasta excursionista. El camino de herradura (Bridle Path), o pista de jeep (Jeep Track), hace un ascenso más gradual desde Constantia Nek a lo largo de la carretera usada para mantener los diques en la Montaña Negra. Existen muchos otros senderos en las áreas populares peatonales en las laderas más bajas de la montaña que se accesan desde Constantia Nek, Cecilia Forest, Kirstenbosch, Newlands Forest y Rhodes Memorial.
En el lado del Atlántico, el más popular ascenso es Kasteelspoort, una garganta mira desde lo alto a Camps Bay, mientras la pista del tubo (Pipe Track)  es una ruta a nivel popular entre los caminantes.
Los caminos Hoerikwaggo (Hoerikwaggo Trails) son cuatro caminos de excursión en la montaña de la Mesa que tardan en recorrerse de dos a seis días, operados por los Parques Nacionales  de Sudáfrica (South African National Parks). Los habitantes originarios del área, las tribus  Khoekhoen y San tribus llamaron a la montaña de la mesa Hoerikwaggo – "montaña del mar". Los cuatro caminos de excursión de la Montaña de la Mesa son llamados camino de la Gente (People's Trail), camino de la Montaña de la Mesa (Table Mountain Trail), camino de excursión Orangekloof (Orangekloof Hiking Trail) y camino de la cima a la punta (Top to Tip Trail).

### Escalada
La escalada en la montaña de la Mesa es un pasatiempo muy popular. Hay rutas bien documentadas de montañismo de varios grados de dificultad que suben hasta las muchas caras de la montaña. Las principales escaladas están localizadas en riscos abajo de la estación de cable superior. No se permite poner tornillos ni clavos  aquí y solo  se permite la escalada clásica. Grupos comerciales también ofrecen rápel desde la estación de cable superior.

### Cuevas
La mayoría de las cuevas importantes del mundo se encuentran sobre piedra caliza pero la montaña de la mesa es inusual al tener varios sistemas de cuevas que se han desarrollado en arenisca. Los más grandes sistemas son las cuevas Wynberg. 

## Constelación "Mensa"
La Montaña de la Mesa es el único rasgo terrestre al dar su nombre a una constelación — la Mensa, que significa Mesa. La constelación se ve en el Hemisferio Sur, debajo de la Orión, alrededor de la media noche a mediados de julio. Fue nombrada por el astrónomo francés Nicolas Louis de Lacaille durante su estancia en el Cabo a mediados del siglo XVIII.

## Galería de imágenes

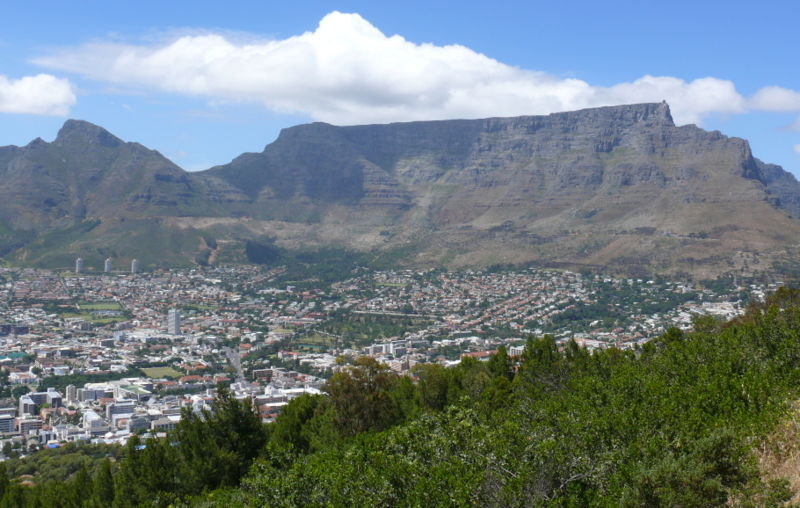
Vista de Signal Hill con el pico del Diablo (en afrikáans: Duiwelspiek) a la izquierda
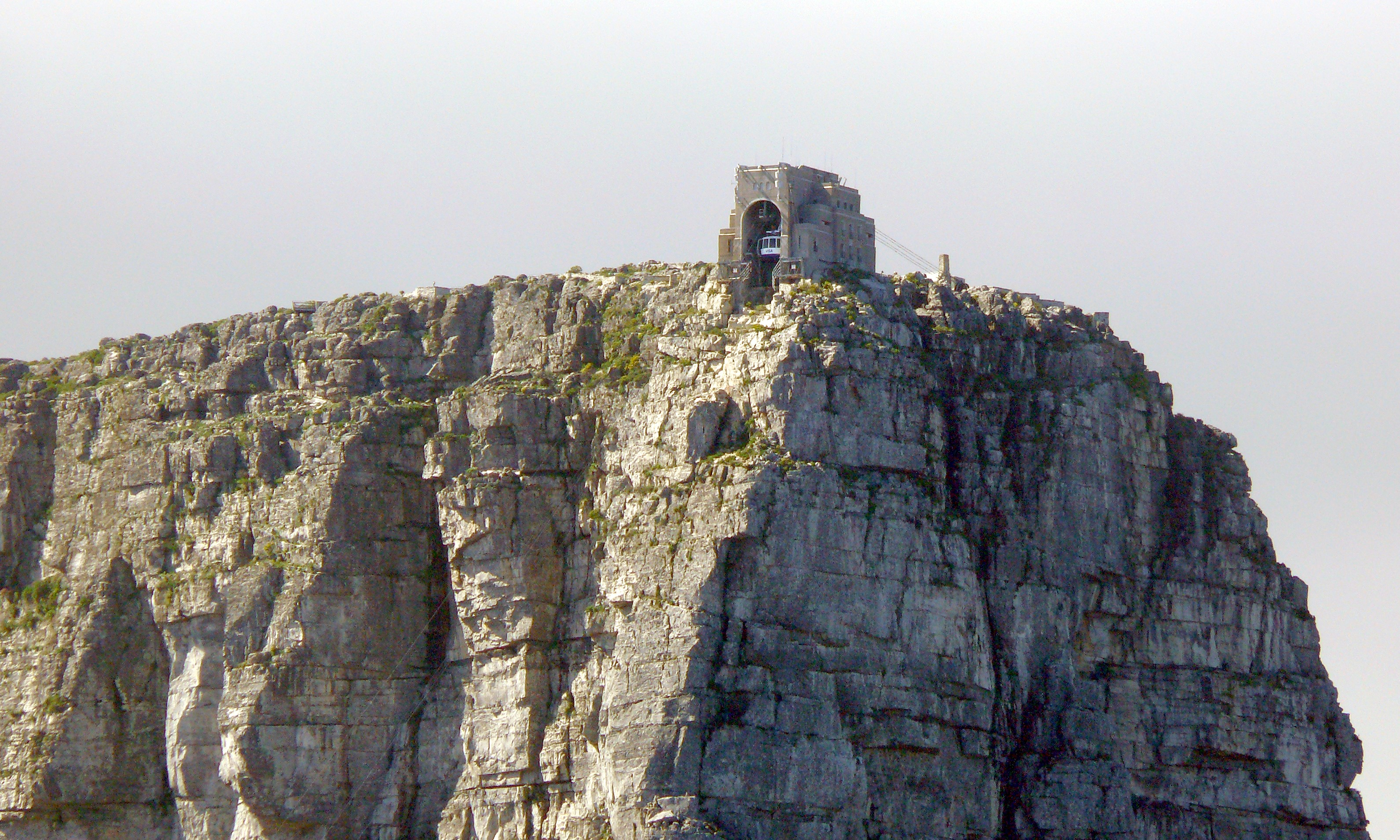
Estación de Cable Superior desde la cima de la Cabeza de León
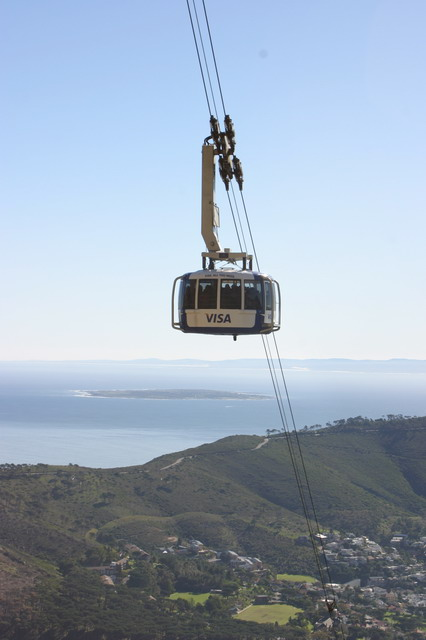
El teleférico con Robben Island a primer plano
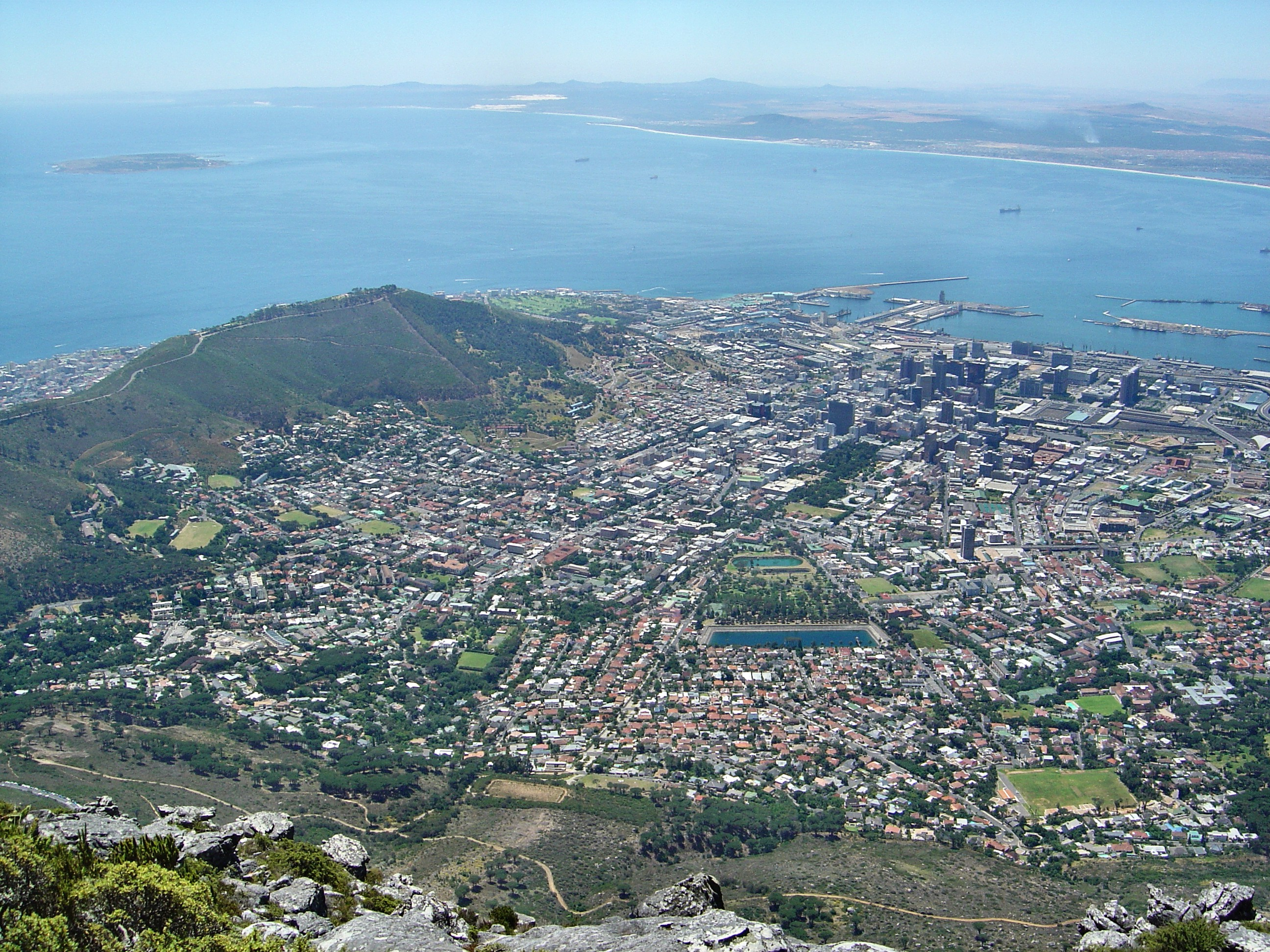
Ciudad del cabo, Signal Hill, bahía de la Mesa y Robben Island vistas desde la estación de cable superior del teleférico de la Montaña de la Mesa.
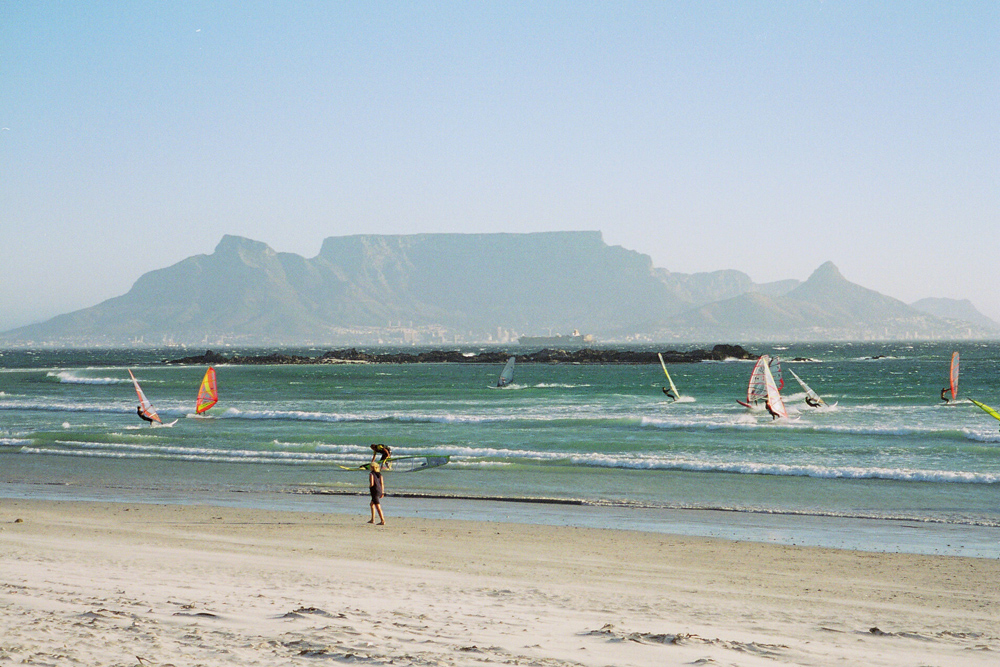
Montaña de la Mesa y Ciudad del Cabo vistos desde Bloubergstrand.